# Сэнсом, Ольга
Роза Ольга Сэнсом (англ. Rosa Olga Sansom, 3 июня 1900, Стюарт, Саутленд — 1 июля 1989, Lorneville) — новозеландский педагог, директор музея, ботаник, телеведущая и писательница. Она была куратором Музея Саутленда и стала директором этого музея в 1953 году. Она была одним из основателей Орнитологического общества Новой Зеландии. В 1979 году она была награждена медалью Почётного ордена Королевы.

## Ранние годы и образование
Сэнсом родилась в Хафмун-Бэй, на острове Стьюарт, Новая Зеландия, в 1900 году. Её родителями были Мэри Элизабет Лиск и Ньютон Джулиус (Ханс) Дженсен, рыбак и фермер. Она получила образование в школе Хафмун-Бэй, а затем в средней школе для девочек Саутленда, после чего работала учительницей на испытательном сроке в школе Вайкиви в Инверкаргилле. Позже Сэнсом преподавала в школе Longridge Village и школе Menzies Ferry.

## Музейное дело и ботаника
Сэнсом стала почётным куратором Музея Саутленда в июне 1948 года, ранее работая там волонтёром. С марта 1953 по 1959 год она была директором музея, став первой женщиной-директором музея в Новой Зеландии. Пока Ольга была на посту директора, волонтёры помогали ей разрабатывать экспозиции по естествознанию, обучать приезжих школьников и идентифицировать биологические образцы, привезённые посетителями.
В течение более 50 лет Сэнсом собирала ботанические образцы, в том числе морские водоросли, горные и болотные растения, лишайники и папоротники. В 1956 году её пригласили прочитать лекцию Бэнкса по ботанике на ежегодной конференции Королевского института садоводства Новой Зеландии. Она также была страстным орнитологом и одним из основателей Орнитологического общества Новой Зеландии.

## Семья
Сэнсом бросила преподавание, когда 13 мая 1921 года в Инверкаргилле вышла замуж за своего коллегу-учителя Артура Борна Викери. У пары была общая дочь; после внезапной смерти мужа в 1923 году Сэнсом возобновила преподавание, чтобы прокормить себя и дочь. Позже Сэнсом вышла замуж за Нормала Фрэнсиса Сэнсома: 9 апреля 1924 года на острове Стьюарт. Сэнсом был плотником, а затем пресвитерианским священником. У них было двое детей, дочь и сын. Сэнсом умерла в Лорневиле, недалеко от Инверкаргилла, 1 июля 1989 года.

## Признание
В 1960 году Саутлендское отделение Королевского общества Новой Зеландии сделало Сэнсом пожизненным членом, а Саутлендский музей и художественная галерея сделали то же самое в 1966 году. В 1973 году она была включена в первое издание журнала «The World Who’s Who of Women» («Кто есть кто среди женщин мира»).
На новогодних почестях 1979 года Сэнсом была награждена Медалью королевы за общественную работу.
В 2017 году Сэнсом была выбрана Королевским обществом Те Апаранги для проекта 150 женщин в 150 словах.

## Публикации
Сэнсом транслировала по радио общие доклады о науке и читала лекции для заочной школы. Она писала ежемесячный информационный бюллетень об острове Стьюарт в течение трёх лет, начиная с 1962 года, а также была рецензентом и автором статей для Southland Times. К опубликованным работам Сэнсом относятся:
- Sansom O. In the grip of an island: early Stewart Island history — Инверкаргилл: Cadsonbury Publications, 2006. — ISBN 978-1-877346-14-9
- Sansom O. The Stewart Islanders — Веллингтон: Reed Publishing, 1970. — 249 с. — ISBN 978-0-589-00454-5
- Sansom O. Habitat: Stewart Island (англ.) // New Zealand's Nature Heritage — Wellington: Hamlyn, 1975. — Vol. 7, Iss. 92. — P. 2557—2566.
- Sansom O. Birds: the muttonbird (англ.) // New Zealand's Nature Heritage — Wellington: Hamlyn, 1974. — Vol. 1, Iss. 12. — P. 323—329.
- Sansom O. One hundred years of schooling at Stewart Island, 1874–1974. — Halfmoon Bay: Stewart Island School Centennial Committee, 1974.